# Шарлемань, Иосиф Иосифович
Иосиф Иосифович Шарлемань (Иосиф Мария Шарлемань, Жозеф-Мария Шарлемань, фр. Joseph-Maria Charlemagne-Baudet; 1824—1870) — русский архитектор и живописец-акварелист, академик архитектуры Императорской Академии художеств, сын Иосифа Ивановича Шарлеманя (Шарлеманя 1-го).

## Биография
Учился в известной немецкой школе Св. Петра с 1838 года и в Императорской Академии художеств в архитектурном классе А. П. Брюллова. Окончил курс 27 сентября 1846 года со званием свободного художника. В 1848 году поступил на службу по придворному ведомству и начал её в качестве неклассного архитекторского помощника у Н. Е. Ефимова при постройке Нового Эрмитажа. Здесь он пробыл более 3 лет, до 11 июля 1851 года. За труды по составлению чертежей 6 декабря 1850 года получил первый чин.
Затем, последовательно, он был помощником у Монферрана и принимал участие в чертёжных работах при сооружении памятника Николаю I, у Н. Л. Бенуа. Но при этом самых строительных работ никогда не производил, а занимался лишь составлением смет и чертежей сооружений. Такого же характера была его и частная деятельность: отказываясь от наблюдения за постройкой, он брал на себя заказы, как от частных лиц, так и Высочайших особ, исключительно на составление проектов. За один из таких проектов (проект дачи на Петергофском шоссе великого князя Михаила Николаевича) он был удостоен в 1857 году звания академика архитектуры.
Однако своей известностью Шарлемань обязан не столько архитектурным композициям, сколько своим акварельным рисункам. Его аллегорические и орнаментные акварели в своё время пользовались большим успехом, и часто Шарлемань бывал прямо завален заказами, как русских меценатов, так и особ царской фамилии. Известно, что во время пребывания за границей в 1860 году он исполнил акварелью целую серию видов Германии для великой княгини Ольги Фёдоровны и Михаила Николаевича. По его замыслу (и брата его, Адольфа Иосифовича) в конце 1852 года небольшое общество молодых людей, художников и любителей, вечерами начало собираться по очереди друг у друга и в кругу поклонников искусства заниматься рисованием; с течением времени собрания эти постепенно разрослись и сложились в так называемые «акварельные пятницы».
Был похоронен на Выборгском католическом кладбище рядом с отцом; могила утрачена.

## Петербург введутахШарлеманя
|  |  |  |  |  |

|  |  |  |  |  |

|  |  |  |  |  |

## Источник текста
- Берёзкин В. Шарлемань, Иосиф (Мария) Иосифович // Русский биографический словарь : в 25 томах. — СПб., 1905. — Т. 22: Чаадаев — Швитков. — С. 530–531.